# ميدالية جمعية علماء الوراثة الأمريكية
ميدالية جمعية علماء الوراثة الأمريكية (بالإنجليزية: Genetics Society of America Medal)‏‏ هي جائزة تُمنح من قبل جمعية علم الوراثة الأمريكية. تأسست في 1981.